# Rödingsjön (Dorotea socken, Lappland, 718605-146804)
Rödingsjön är en sjö i Dorotea kommun i Lappland och ingår i Ångermanälvens huvudavrinningsområde. Sjön har en area på 0,0938 kvadratkilometer och ligger 617,3 meter över havet. Rödingsjön ligger i Rödingsjö Natura 2000-område.

## Delavrinningsområde
Rödingsjön ingår i det delavrinningsområde (718603-146783) som SMHI kallar för Utloppet av Rödingsjön. Medelhöjden är 631 meter över havet och ytan är 0,45 kvadratkilometer. Räknas de 2 avrinningsområdena uppströms in blir den ackumulerade arean 3,16 kvadratkilometer. Vattendraget som avvattnar avrinningsområdet har biflödesordning 3, vilket innebär att vattnet flödar genom totalt 3 vattendrag innan det når havet efter 286 kilometer. Avrinningsområdet består mestadels av skog (81 procent). Avrinningsområdet har 0,09 kvadratkilometer vattenytor vilket ger det en sjöprocent på 19,6 procent.